# Volucella nitidithorax
Volucella nitidithorax är en tvåvingeart som beskrevs av Hull 1941. Volucella nitidithorax ingår i släktet humleblomflugor, och familjen blomflugor.
Artens utbredningsområde är Filippinerna. Inga underarter finns listade i Catalogue of Life.